# Station Shinohara
Station Shinohara  (篠原駅,  Shinohara-eki) is een spoorwegstation in de Japanse stad Ōmihachiman. Het wordt aangedaan door de Biwako-lijn. Het station heeft twee sporen, gelegen aan twee zijperrons.

## Treindienst

### JR West
| 1 | ■ Biwako-lijn | richting Maibara en Nagahama |
| 2 | ■ Biwako-lijn | richting Kusatsu en Kioto    |

## Geschiedenis
Het station van JR werd in 1921 geopend.

## Overig openbaar vervoer
Bussen van de Ōmi Spoorwegmaatschappij.